# ناحیه استونینگتون، شهرستان کریستین، ایلینوی
ناحیه استونینگتون، شهرستان کریستین، ایلینوی (به انگلیسی: Stonington Township) یک منطقهٔ مسکونی در ایالات متحده آمریکا است که در شهرستان کریستین، ایلینوی واقع شده‌است. ناحیه استونینگتون ۱٬۱۳۱ نفر جمعیت دارد و ۱۸۶ متر بالاتر از سطح دریا واقع شده‌است.